# Goofy Ridge
Goofy Ridge es un lugar designado por el censo ubicado en el condado de Mason en el estado estadounidense de Illinois. En el Censo de 2010 tenía una población de 350 habitantes y una densidad poblacional de 100,17 personas por km².

## Geografía
Goofy Ridge se encuentra ubicado en las coordenadas 40°23′42″N 89°56′27″O / 40.39500, -89.94083. Según la Oficina del Censo de los Estados Unidos, Goofy Ridge tiene una superficie total de 3.49 km², de la cual 3.49 km² corresponden a tierra firme y (0%) 0 km² es agua.

## Demografía
Según el censo de 2010, había 350 personas residiendo en Goofy Ridge. La densidad de población era de 100,17 hab./km². De los 350 habitantes, Goofy Ridge estaba compuesto por el 96.86% blancos, el 0% eran afroamericanos, el 0.57% eran amerindios, el 0.29% eran asiáticos, el 0% eran isleños del Pacífico, el 0% eran de otras razas y el 2.29% pertenecían a dos o más razas. Del total de la población el 0.86% eran hispanos o latinos de cualquier raza.